# Batalló Comuna de París

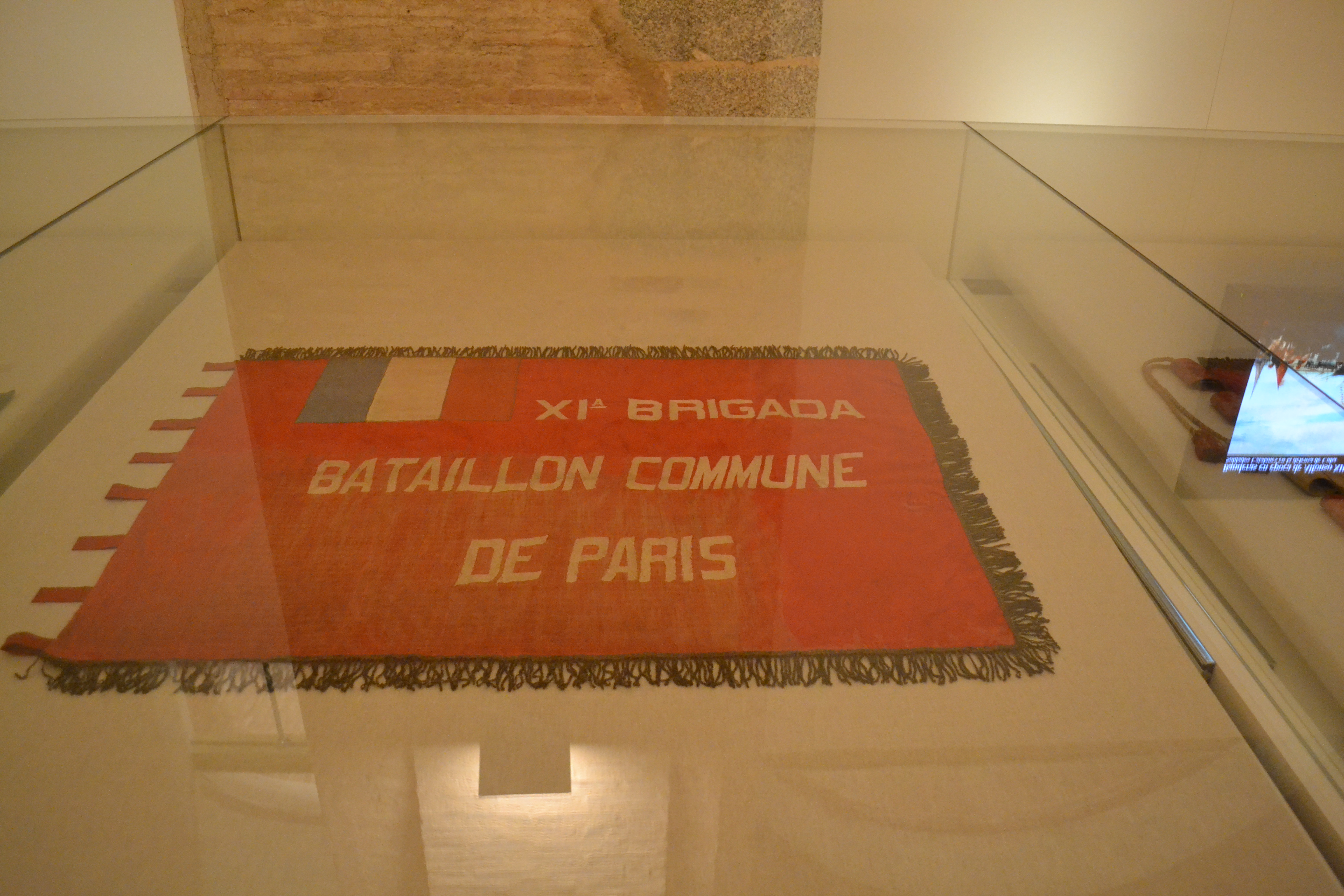
Bandera del Batalló Comuna de París comservada al Museu de l'exèrcit.

El Batalló Comuna de París (en francès Bataillon Commune de Paris) va ser una unitat militar formada l'octubre del 1936 per voluntaris comunistes francesos, belgues i valons principalment, però també alguns anglesos i nord-americans, que va participar en la Guerra Civil espanyola en suport de la Segona República enquadrada primer en la XI i més tard en la XIV Brigada Internacional. El seu nom volia ser un homenatge al govern revolucionari francès de la Comuna del 1871.

## Principals combats
Els seus principals combats foren en la defensa de Madrid, Jarama, Guadalajara, La Granja i l'Ebre, on va ser pràcticament aniquilat en la maniobra de distracció del pas de l'Ebre per la zona de Campredó el 25 de juliol del 1938.
Després de la desfeta de Campredó, la XIV Brigada Internacional va estar uns quants dies en la reserva. El batalló, amb els supervivents, els ferits recuperats i 180 nous soldats, fou refet, prenent el comandament el capità Henri Rol-Tanguy.
A finals de juliol, la Brigada va tornar a passar el riu, aquesta vegada per la recuperada Móra d'Ebre, unint-se a la XII Brigada Internacional al sector de Camposines. Des d'allà, la 45a Divisió sencera, es dirigí, a través de la serra de Cavalls a situar-se a l'est de Gandesa. El 15 d'agost s'uní a la 35a Divisió per a defensar la serra de Pàndols.